# Liste de films haïtiens
Ci-dessous une liste des films produits par le cinéma haïtien. Cette liste est nécessairement incomplète.
Pour une liste alphabétique des films haïtien voir Catégorie:Film haïtien.
- Haut – A
- B
- C
- D
- E
- F
- G
- H
- I
- J
- K
- L
- M
- N
- O
- P
- Q
- R
- S
- T
- U
- V
- W
- X
- Y
- Z

## A
- 2010 : Albert Mangones, l'espace public d'Arnold Antonin
- 2005 : Alelouya (ht) de Richard J. Arens
- 1980 : A la mise pour Rodrig de Claude L.C. Mancuso
- 2006 : Ala Traka Pou Baba (ht) de Raynald Delerme (ht)
- 2011 : Ana (ht) de Valentin C. Lustra (ht)
- 1980 : Anita (ht) de Rassoul Labuchin
- 2018 : Après le mariage de Samuel Vincent
- 1976 : Art Naif and Repression in Haiti d'Arnold Antonin
- 2014 : Ayiti Toma, au pays des vivants (ht) de Joseph Hillel (ht)
- 2016 : Ayiti mon amour de Guetty Felin

## B
- 2003 : Barikad (ht) de Richard Sénécal
- 1998 : Breaking Leaves de Karen Kramer (ht)
- 2010 : Blooming Hope: Harvesting Smiles nan Pòdpè

## C
- 2005 : Café au lait bien sucré (ht) de Georges Jiha (ht)
- 2009 : Can sculpture save the village of Noailles? d'Arnold Antonin
- 1983 : Canne amère (ht) de Jacques Arcelin (ht)
- 2002 : Cedor ou l'esthétique de la modestie d'Arnold Antonin
- 1997 : Chère Catherine (ht) de Raoul Peck
- 2007 : Chomeco (ht) de Richard J. Arens
- 2009 : Collusion de Herold Israel (ht) ak Peter Ronald Berlus
- 2010 : Couloir de l'amitié (ht) de Vladimir Thelisma (ht)
- 2007 : Coup de foudre de Frantz Saint Louis (ht)
- 2006 : Cousines (ht) de Richard Sénécal
- 2014 : Cristo Rey de Leticia Tonos (ht)
- 2014 : Culture Clash de Jean-René Rinvil (ht)

## D
- 2002 : Des hommes et dieux
- 1994 : Desounen: Dialogue with Death
- 2006 : Destin Tragique (ht) de Vladimir Thelisma (ht)
- 2010 : Disturbed de Vladimir Lescouflair
- 2006 : Dolores de Herold Israel (ht)
- 2001 : Double jeu de Vladimir Thelisma (ht)

## E
- 2015 : Endurance de Samuel Vincent
- 2001 : E Pluribus Unum
- 1962 : Et moi je suis belle (ht)
- 2004 : L'Évangile du cochon créole

## F
- 2006 : Fabiola de Armelle Jacotin
- 2009 : Fanm se rat (ht) de Wilfort Estimable (ht)
- 2008 : Forgiveness (Le Pardon) de Benedict Lamartine (ht)
- 2012 : Forgiveness 2 de Samuel Vincent
- 1986 : Founérailles de Raynald Delerme
- 2017 : Fò Dimanch, Fò Lanmò de Ronald Osias
- 2021 : Freda de Gessica Généus

## G
- 2012 : Guillotines (血滴子, Xue di zi) d'Andrew Lau

## H
- 2011 : Haiti - Apocalypse Now - January 12, 2010 d'Arnold Antonin
- 1994 : Haiti - Le silence des chiens
- 2004 : Haïti : la fin des chimères ?
- 1973 : Haiti, le chemin de la liberté d'Arnold Antonin
- 1988 : Haitian Corner de Raoul Peck
- 2001 : Haitian Slave Children
- 2010 : Haiti Cherie: Wind Of Hope (ht) de Richard J. Arens
- 2010 : Haiti: Triumph, Sorrow, and The Struggle of a People (cy) (Jonas Nosile) (Vieux-Bourgeois Picture) (ABC TV)
- 2012 : Herby, Jazz and Haitian Music d'Arnold Antonin
- 2009 : Histoire D'infidèles de Peter Ronald Berlus

## I
- 2005 : I love you Anne (ht) de Richard Sénécal
- 1999 : Infidélité de Raynald Delerme (ht)
- 2011 : Impasse de Jean-René Rinvil (ht)

## J
- 2008 : Jacques Roumain, the passion for a country d'Arnold Antonin

## K
- 2017 : Kafou de Bruno Mourral
- 1988 : Krik? Krak! Tales of a Nightmare adapté du roman d'Edwidge Danticat

## L
- 2005 : L'Amour et l'amitié (ht) de Tutu Demosthene (ht)
- 1994 : L'Enquête se poursuit de Jean Gardy Bien-Aimé
- 1993 : L'Homme sur les quais de Raoul Peck
- 2011 : L'Imposteur Impromptu (ht) de Zagallo Prince
- 2005 : La Face De Judas de Nacha Laguerre
- 2007 : La Famille Chabi de Nacha Laguerre
- 2010 : Lala Desma Duclair
- 1997 : La femme de mon ami (ht) de Raynald Delerme
- 2000 : La Peur D'Aimer (ht) de Réginald Lubin
- 2007 : La Pluie d'espoir de Jack Roche
- 2005 : La rebelle (ht)
- 1987 : La Ronde des vodu
- 2009 : La vengeance de Rodney (Laura 2) de Valentin C. Lustra (ht)
- 2008 : La Vie de Job (ht) de Valentin C. Lustra (ht)
- 2011 : Lakay de Hugues Gentillon (ht)
- 2014 : Lakay de Tirf Alexius
- 2002 : Lavichè: A crisis for the poor in Haiti de Jean-René Rinvil (ht)
- 2006 : Laura (ht) de Valentin C. Lustra
- 2005 : Le miracle de la foi (ht)
- 2006 : Le président a-t-il le sida ? d'Arnold Antonin
- 2010 : Les Amours d'un zombi d'Arnold Antonin
- 2009 : Les Aventures de Jessica (ht) de Valentin C. Lustra (ht)
- 2006 : Les Couleurs de la dignité (ht) de Vladimir Thelisma (ht)
- 2013 : Les Evadés de Valentin C. Lustra
- 1988 : Les Gens de Bien de Raynald Delerme
- Les tontons noel aux sacs vides de Jean Claude Fanfan
- 1934 : Life in a Haitian Valley Film Study
- 2009 : Lovdatnet de Herold Israel (ht) et Peter Ronald Berlus
- 2014 : Love Me Haiti (ht) de Hugues Gentillon (ht)
- 2000 : Lumumba de Raoul Peck

## M
- 1973 : Magie noire à Haïti (Santo contra la magia negra) d'Alfredo B. Crevenna

## N
- 2015 : Nathalie de Samuel Vincent

## O
- 2008 : Oasis (ht), produit par Francette Agnant (ht)

## P
- 2006 : Player 1/2 (ht) de Herold Israel (ht)
- 2005 : Pluie d'espoir (ht) de Jacques Roc (ht)
- 1995 : Pouki se mwen de Réginald Lubin
- 2000 : Pour l'amour de Suzie (ht) de Raynald Delerme
- 2006 : Prefete Duffaut - Piety and Urban Imagination d'Arnold Antonin
- 2001 : Profit & Nothing But!
- 2010 : Prosameres (ht) de Herold Israel (ht)

## R
- 2008 : Remo
- 1997 : Rezistans
- 2002 : Royal Bonbon

## S
- 2009 : Sarah (ht) de Samuel Vincent
- 2015 : Sarah 2 de Samuel Vincent
- 2008 : San Papye (cy) de Hans Patrick Domercant
- 2011 : Sentaniz de Nacha Laguerre
- 1989 : Sherico s.a. de Raynald Delerme
- 2008 : Show Kola (ht) de Richard J. Arens
- 2012 : Six Exceptional Women d'Arnold Antonin
- 2003 : Sonson (ht) de Jean-Claude Bourjolly (ht)
- 1991 : Souvenance

## T
- 2005 : Temptation de Samuel Vincent
- 2010 : The Love of a Zombi or Can a Zombi be President? d'Arnold Antonin
- 2007 : The Son Of The Evil de Tutu Demosthene (ht)
- 2006 : Tiga : Haïti, rêve, possession, création, folie d'Arnold Antonin

## V
- 2009 : Vengeance Sexuelle de Belus Roosvelt
- Vocation de Valery Numa

## W
- 2002 : White Darkness, The
- 2009 : Where The Justice At de Tony Delerme
- 2013 : We love you Anne (ht) de Richard Sénécal

## X
- 2008 : Xtreme Blue (ht) de Herold Israel (ht)

## Z
- 1980 : Zatrap